# Eutomopepla peribleptaria
Eutomopepla peribleptaria är en fjärilsart som beskrevs av Dyar 1912. Eutomopepla peribleptaria ingår i släktet Eutomopepla och familjen mätare. Inga underarter finns listade i Catalogue of Life.